# Anthony Minghella
Anthony Minghella, född 6 januari 1954 i Ryde, Isle of Wight, död 18 mars 2008 i London, var en brittisk filmregissör, manusförfattare och filmproducent.
Hans film Den engelske patienten nominerades till tolv Oscar, och belönades med nio, varav en var i kategorin Bästa film, och en var i kategorin Bästa regi. 
Anthony Minghella är far till skådespelaren Max Minghella.

## Filmografi i urval
- 1988 – Sagor för stora barn (TV-serie) (manus)
- 1990 – Truly, Madly, Deeply (regi och manus)
- 1993 – Mr. Wonderful  (regi)
- 1996 – Den engelske patienten (regi och manus)
- 1999 – The Talented Mr. Ripley (regi och manus)
- 2000 – Spel (regi)
- 2003 – Åter till Cold Mountain (regi och manus)
- 2006 – Breaking and Entering (regi, manus och produktion)
- 2008 - Damernas detektivbyrå, avsnitt The No. 1 Ladies' Detective Agency (regi, manus och produktion)
- 2008 – The Reader (produktion)
- 2009 – New York, I Love You (manus)
- 2009 – Nine (manus)

## Utmärkelser
- BAFTA Award för bästa specialskrivna manus, för Truly, Madly, Deeply,  1992
- BAFTA Award för Bästa film, för Den engelske patienten,  1997
- BAFTA Award för bästa manus efter förlaga, för Den engelske patienten,  1997
- Oscar för bästa regi, för Den engelske patienten,  24 mars 1997
- Kommendör av 2 klass av Brittiska imperieorden
- Directors Guild of America Award
- Laurence Olivier Award

[Redigera Wikidata]